# SK Samtredia
El SK Samtredia (en georgià სკ სამტრედია) és un club de futbol de Geòrgia, de la ciutat de Samtrèdia.
Va ser fundat el 1936. Evolució del nom:
- 1936: Futbol'nyj Klub Lokomotiv Samtredia
- 1990: Sapekhburto K'lubi Sanavardo Samt'redia
- 1991: Sapekhburto K'lubi Samt'redia
- 1992: Sapekhburto K'lubi Lokomotivi Samt'redia
- 1993: Sapekhburto K'lubi Samt'redia
- 1997: Sapekhburto K'lubi Juba Samt'redia
- 1998: Sapekhburto K'lubi Iberia Samt'redia
- 2001: Sapekhburto K'lubi Lokomotivi Samt'redia
- 2002: Sapekhburto K'lubi Samt'redia
- 2004: Sapekhburto K'lubi Lokomotivi Samt'redia
- 2006: Sapekhburto K'lubi Samt'redia

## Palmarès
- Lliga georgiana de futbol (1):
  - 2016
- Supercopa georgiana de futbol (1):
  - 2017
- Lliga de Geòrgia soviètica (1):
  - 1972
- Segona Divisió soviètica (2):
  - 1980, 1987
- Segona Divisió georgiana (1):
  - 2009